# تيريز يوهاو
تيريز يوهاو (مواليد 25 يونيو 1988) هي لاعبة تزلج ريفي نرويجية فازت بالميدالية الذهبية في أولمبياد 2010 و2022. وإدريس عطيات عمكك خاوههههه 

## وصلات خارجية
- تيريز يوهاو على موقع الاتحاد الدولي لألعاب القوى (الإنجليزية)
- تيريز يوهاو على موقع الاتحاد الدولي للتزلج (التزلج الريفي) (الإنجليزية)
- تيريز يوهاو على موقع اللجنة الأولمبية الدولية (الإنجليزية)
- تيريز يوهاو على موقع أوليمبيديا (الإنجليزية)